# اندی بویل
اندی بویل (انگلیسی: Andy Boyle؛ زادهٔ ۷ مارس ۱۹۹۱) بازیکن فوتبال اهل جمهوری ایرلند است.
از باشگاه‌هایی که در آن بازی کرده‌است می‌توان به باشگاه فوتبال دونکستر راورز اشاره کرد.